# Демаре, Лукас
Лукас Демаре (исп. Lucas Demare; 1910—1981) — аргентинский кинорежиссёр и сценарист. Четыре раза становился обладателем Серебряного кондора — главного приза Ассоциации кинокритиков Аргентины (1943, 1945, 1952 и 1955 годы). Известен эпическими картинами на исторические темы с глубоким изучением и демонстрацией национального колорита Аргентины.

## Биография
Родился в семье профессионального скрипача. До 15 лет учился игре на фортепьяно, позже на бандонеоне — разновидности гармони. С 1928 года гастролирует по Испании в составе национального оркестра, где пианистом и дирижёром работает его старший брат. Серьёзно увлёкся кинематографом и сделал стремительную карьеру в испанском кино: за три фильма — от третьего помощника до самостоятельного режиссёра. Но начавшаяся гражданская война вынудила его покинуть Испанию.

## Карьера
После возвращения на родину в начале 1940-х годов снял несколько фильмов на студии Pampa Films, но, несмотря на их коммерческую успешность, контракт с ним пролонгирован не был.
Вместе с такими же как он незанятыми актёрами и режиссёрами в 1941 году создаёт производственную студию «Ассоциация артистов Аргентины Лимитед» (Artistas Argentinos Asociados Sociedad Cinematográfica de Responsabilidad Limitada). В этом творческом союзе снял к середине 1970-х годов около 30 фильмов.
Скончался в 1981 году от сердечного приступа.

## Избранная фильмография
| Год  |   | Русское название   | Оригинальное название | Роль                                                                                |
| ---- | - | ------------------ | --------------------- | ----------------------------------------------------------------------------------- |
| 1942 | ф | Война гаучо        | La Guerra Gaucha      | режиссёр / «Серебряный кондор» за режиссуру                                         |
| 1944 | ф | Его лучший ученик  | Su mejor alumno       | режиссёр / «Серебряный кондор» за режиссуру                                         |
| 1951 | ф | Моя печальная ночь | Mi noche triste       | режиссёр                                                                            |
| 1951 | ф | Островитяне        | Los isleros           | режиссёр / «Серебряный кондор» за режиссуру, номинация на «Золотую пальмовая ветвь» |
| 1954 | ф | Гаучо              | Guacho                | режиссёр / «Серебряный кондор» за режиссуру                                         |
| 1958 | ф |                    | Zafra                 | режиссёр / номинация на «Золотую пальмовая ветвь»                                   |
| 1961 | ф | Жажда              | La Sed                | режиссёр, сценарист                                                                 |
| 1965 | ф | Партизаны          | Los guerrilleros      | режиссёр, сценарист                                                                 |
| 1975 | ф | Только она         | Solamente ella        | режиссёр, сценарист                                                                 |